# جانيت مونتغومري
جانيت روث مونتغومري (بالإنجليزية: Janet Ruth Montgomery)‏ هي ممثلة أفلام وتلفزيون إنجليزية بريطانية ولدت في يوم 29 أكتوبر 1985 في مدينة بورنموث في دورسيت في إنجلترا في المملكة المتحدة، مثلت في مسلسل كونك إنسان الموسم الثاني والذي عُرِضَ على شبكة فوكس التلفزيونية.

## أعمالها
بعض أعمال
| اعمال                       | الدور/الوظيفة  |
| --------------------------- | -------------- |
| New Amsterdam S2            |                |
| نيو أمستردام                | د. لورين بلوم  |
| In a Relationship           | ليندسي         |
| The Space Between Us        |                |
| Amateur Night               | نيكي           |
| سالم                        | ماري سيبلي     |
| Made in Jersey              | مارتينا جاريتي |
| المنعطف الخاطئ 3: ترك ليموت | أليكس          |
| Think Like a Dog            | بريدجيت        |

## روابط خارجية
- جانيت مونتغومري على موقع IMDb (الإنجليزية)
- جانيت مونتغومري على موقع روتن توميتوز (الإنجليزية)
- جانيت مونتغومري على موقع ألو سيني (الفرنسية)
- جانيت مونتغومري على موقع ميوزك برينز (الإنجليزية)
- جانيت مونتغومري على موقع أول موفي (الإنجليزية)
- جانيت مونتغومري على موقع قاعدة بيانات الأفلام السويدية (السويدية)
- جانيت مونتغومري على موقع إن إن دي بي (الإنجليزية)
- جانيت مونتغومري على موقع قاعدة بيانات الفيلم (الإنجليزية)
- جانيت مونتغومري على موقع كينوبويسك (الروسية)